# Michel Giacometti
Michel Giacometti (Ajaccio, Córsega, 8 de janeiro de 1929 –  Faro, 24 de novembro de 1990) foi um etnólogo e coletor corso que fez importantes recolhas etno-musicais em Portugal.
Existe na freguesia da Quinta do Conde, em Sesimbra, uma escola do ensino secundário com o seu nome.

## Percurso
Tendo frequentado o Museu do Homem em Paris, que o inspirou no gosto pela etnologia, Giacometti interessou-se particularmente pela música tradicional portuguesa:  no museu encontravam-se arquivados registos da sua existência.
Sucede isso quando Henri Langlois tinha já descoberto e salvo muitos filmes esquecidos, uma boa parte deles cruciais na história do cinema, além de velhas máquinas de filmar e projetar, uma grande quantidade de adereços e manuscritos de peças de teatro que depositou no Museu do Homem. É de admitir que, com certas diferenças, o desejo de salvaguarda de tais bens culturais tenha de algum modo influenciado o esforçado Giacometti, que se empenharia no culto das artes populares em Portugal, enquanto o pioneiro Langlois se rendia a outra divindade em França. Langlois é nessa época estimado no seu país pela pura devoção a um ideal fundador, indiferente a tudo o resto. Giacometti é «herói nacional», «um dos cérebros que levou à derrocada o regime reinante, num país sob ocupação, alguém que organizou, por entre riscos e perigos, a fuga de milhares de militantes clandestinos, o que o levou à prisão».
Veio viver para Portugal em finais de 1959. Veio doente, com tuberculose,  para um país em que imperava uma das ditaduras típicas da época, serôdia e hipócrita, sorrateiramente mais branda que aquela que assolava a terra de onde amarguradamente vinha. Antes de chegar, empenhara-se na Missão Mediterrâneo (Mission Méditerranée 56, ano de 1956), trabalho de estudo e recolha da música tradicional das ilhas do território onde nascera. Uma vez chegado, o cheiro do mar leva-o a instalar-se no piso mais elevado de um edifício ribeirinho de Cascais, no meio de casas de pescadores.
Pouco depois de chegar, apresentou à Fundação Calouste Gulbenkian, à recentemente criada Comissão de Etnomusicologia, um projeto de recolha de música popular do Nordeste Transmontano, pedindo apoio, que lhe foi negado. Manuela Perdigão, que trabalhava na fundação, passou-lhe uma carta de recomendação dirigida a Fernando Lopes-Graça. A 23 de maio de 1960, perante tais obstáculos, Giacometti informou Lopes Graça que avançaria sozinho, com alguns apoios nacionais e internacionais. Tenaz, consegue fundar os Arquivos Sonoros Portugueses (outubro de 1960).
Produz então uma série de programas radiofónicos sobre a música tradicional portuguesa para a Emissora Nacional, Radio France, WDR (Rádio da Alemanha Ocidental), Sveriges Riskradio (Estação pública de rádio da Suécia).
E visto que na tradição popular a música não dispensa a palavra, envolve-se ainda na pesquisa e salvaguarda da literatura oral (ver por exemplo a cantiga José embala o Menino), a par com a musical, país fora, a partir de 1965. Integra a equipa de investigadores da Faculdade de Letras de Lisboa, Instituto de Geografia, no projeto Linha de Acção de Recolha e Estudo da Literatura Popular.
Fixa-se entretanto em Bragança. Percorrendo o país nas décadas seguintes, até 1982, gravou músicas  tradicionais de cantores do povo, que  as usava como incentivo lúdico durante o trabalho, tornando-o mais leve e na prática mais eficaz. Seduzido pelo encanto do artifício, acaba por lançar, com a colaboração de Fernando Lopes-Graça, a "Antologia da Música Regional Portuguesa", os conhecidos “discos de sarapilheira”, coleção editada pelos Arquivos Sonoros Portugueses. Recolhe também importantes dados sobre o teatro de marionetes.
A partir de 1970 dirigiu na RTP, durante três anos, o programa O Povo que Canta com filmes realizados  por Alfredo Tropa, dando assim a conhecer ao país uma considerável diversidade de cantos de trabalho, um frágil património imaterial em vias de extinção. Dirige em 1975 o Plano de Trabalho e Cultura (recuperar a cultura popular portuguesa, com estudantes do Serviço Cívico e com a colaboração dos professores Jorge Gaspar, Machado Guerreiro e Manuel Viegas Guerreiro).
Em 1981 foi editado pelo Círculo de Leitores o Cancioneiro Popular Português, que contou também com a colaboração de Fernando Lopes-Graça. Em 1987 foi inaugurado em Setúbal, por sua inspiração, o Museu do Trabalho. O museu beneficiou bastante da intervenção de Giacometti graças à exposição "O Trabalho faz o Homem". Reúne uma vasta coleção de instrumentos agrícolas e de objetos por ele recolhidos. O museu passa a denominar-se Museu do Trabalho Michel Giacometti. Renovado, abre a 18 de maio de 1995.
Giacometti, «o andarilho», o «senhor de cabelo e barbas brancas que chegava de burro», morre em Faro no dia 24 de novembro de 1990. Está sepultado, por vontade sua, transmitida ao dirigente do Partido Comunista Português Octávio Pato, na terra seca da pequena aldeia de Peroguarda, no concelho de Ferreira do Alentejo. Algum do espólio de Giacometti pode encontrar-se também noutros locais, como no Museu Municipal de Ferreira do Alentejo, no Museu da Música Portuguesa (Casa Verdades de Faria, no Monte Estoril) e ainda no Museu Nacional de Etnologia.
Ilustrando noutra perspetiva os méritos do seu trabalho, é realizado em 1997 o documentário Polifonias - Pace é Saluta, Michel Giacometti, de Pierre-Marie Goulet. A 9 de junho de 2002, foi agraciado, a título póstumo, com o grau de Grande-Oficial da Ordem do Infante D. Henrique. Em 2004 é lançado o livro "Michel Giacometti - caminho para um museu", aquando de uma exposição organizada pela Câmara Municipal de Cascais. Em 2005 tem lugar na Córsega, no Festival Cantares de Mulheres e Instrumentos do Mundo, uma homenagem a Michel Giacometti, que conta com a participação de Amélia Muge, Gaiteiros de Lisboa e Mafalda Arnauth. Ilustrando ainda tal trabalho, é inaugurada a exposição "O Campo e o Canto" com fotografias de António Cunha. O Setor Intelectual de Coimbra do Partido Comunista Português organiza um "Reencontro com Giacometti", num ciclo de comemorações, entre janeiro e outubro de 2009, cinquenta anos após a sua chegada a Portugal e oitenta depois do seu nascimento. É iniciado em 2016 o Projeto Michel Giacometti, homenagem prestada pelo grupo português Quarteto ARTEMSAX.

## Discografia
- Música tradicional Portuguesa – 12 obras fonográficas / 24 discos (1960 - 1983) (ver Música de Portugal)
- Antologia da Música Regional Portuguesa – 5 discos (1960-1970)
- 16 discos sobre a música de Portugal continental:
  - Música nos Açores e na Madeira (Antologia da Música Regional Portuguesa)
  - Trás-os-Montes Ge LDI/1960[33]
  - Algarve Ge LD 12/1963[34]
  - Minho[35]
  - Alentejo Ge LD 17/1965[36]
  - Beira Alta, Beira Baixa, Beira Litoral Ge LD 18/1970[37][38]
  - Oito cantos trasmontanos Ge AS 101/1961[39]
  - Cantos Tradicionais do Distrito de Évora GE AS 119/1965 (Ed. dos. Arquivos Sonoros Portugueses e da Junta Distrital de Évora)
  - Bailes Populares Alentejanos/AS 50/1968[40]
  - Cantos Religiosos Tradicionais Portugueses - Philipps 6499 226/1971[41]
  - Cantos e Danças de Portugal - Diapasão 25 005/1981[42]

## Antologia da Música Regional Portuguesa
O primeiro volume intitula-se "Cantos e danças de Portugal". Os seguintes são dedicados ao "Minho", "Trás-os-Montes", "Beiras" e o último ao "Alentejo e Algarve".
Os "discos de serapilheira"  são editados em pequenas tiragens. Os discos da Antologia são divulgados em França pela editora Chant du Monde. Uma seleção dos discos 1, 2 e 3 surge em Visages du Portugal, Le Chant du Monde (LDX A 43). Em 1998 os discos em vinil são reeditados em CD pela Strauss (que se tornaria a Sassetti) e em 2008 pela Numérica.

## Repositório

### Cinema
- Alar da Rede (Michel Giacometti, 14 min. 24’’, 1962) - Ver online' introduzindo no motor de busca a frase seguinte : Youtube Alar da Rede Michel Giacometti RTP [49][50]
- Cantos de trabalho 2 – 1972 (Michel Giacometti, 21 min. 1972, 1962) -
- Povo que Canta série de documentários da RTP realizados por Alfredo Tropa sobre o trabalho de Michel Giacometti (total 1h 14 min.)[51]
- Michel Giacometti – a Herança: um dos episódios desta série contém um comentário histórico de José Mário Branco (a partir dos 3 minutos) em que este destaca, como resultado das recolhas de Giacometti, em particular em Trás-os-Montes, que «alguma coisa estava a mudar nas nossas vidas», isto é, na criatividade dos jovens cantores portugueses. (Para aceder ao episódio introduzir esta frase no motor de busca: youtube Michel Giacometti a Herança) [52]